# 新南斯拉夫通訊社
新南斯拉夫通讯社（又譯南斯拉夫国家通讯社，简称南通社或音譯坦加格）是前南斯拉夫成立於1943年11月5日的新聞通訊社，設立於貝爾格萊德，直至2021年解散。
自1975年到1980年代中期，南斯拉夫作為不結盟運動的一分子，新南斯拉夫通訊社創立不结盟国家通讯社联盟，一直都扮演着領導角色，協調各成員國的新聞通訊社。新聞社更為其他成員國，主要是非洲及南亞地區的成員國提供器材及培訓新聞工作者與技術員。

## 外部連結
- 官方网站